# Ваї (письмо)
Ваї — складове письмо, яке використовується для запису мови ваї. Ця мова поширена в Ліберії (104000 мовців) та Сьєрра-Леоне (15500 мовців).

## Історія письма
Існують різні версії щодо походження письма ваї. Поява цієї писемності пов'язана з ім'ям Момолу Дувалу Букеле (Mɔmɔlu Duwalu Bukɛlɛ), який створив її між 1829 і 1839 роками. Є декілька версій про походження знаків письма. Перша версія пов’язана з розповіддю самого Момолу Дувалу Букеле про те, що йому приснився високий білий чоловік, і показав письмена у книзі. Але Момомлу не зміг запам'ятати знаків, тому був змушений разом із друзями їх придумувати. Згідно з другою версією, ваї вже користувались системою піктограм, і Момолу просто фонетизував їх, перетворивши у складові знаки. Згідно з третьою версію, стимулом до створення письма ваї могло послужити письмо черокі. Цей вплив був пов'язаний із чоловіком на ім'я Остін Кертіс (Austin Curtis), який був черокі, і емігрував до Ліберії у 1823 році. Пізніше він поженився на дочці вождя ваї. Тобто, якщо він зустрічався із Момолу Дувалу Букеле, то міг йому пояснити принцип складового письма (письмо черокі — складове, але знаки його побудовані на основі латиниці). Цікаво, що перший задокументований напис цим письмом (задокументував Фредерік Форбс (Frederick Forbes) у 1849 році) був зроблений на будинку Остіна Кертіса, і перекладався як: "Це будинок Кертіса". Висувалась також версія, що письмо ваї було створене ще у 16 столітті (в часи контактів туземного населення з європейцями, і до поширення на цих землях ісламу); а імена творців письма — це лише імена авторів великих рукописів. Але ця версія не має доказів. На початку 20 століття Момолу Массакуоі (Momolu Massaquoi) намагався перекласти Євангеліє та Коран мовою ваї (і письмом ваї). Для цього він ввів нові знаки для передачі іншомовних звуків шляхом зміни існуючих складових знаків. У 1962 році Університет Ліберії стандартизував письмо ваї, додавши до нього новостворені знаки для іншомовних звуків. Над стандартизацією письма працювали також такі вчені, як Фатіма Массакуоі Фахнбуллех (Fatima Massaquoi Fahnbulleh), Зуке Кандакаі (Zuke Kandakai), С. Джанґаба Джонсон (S. Jangaba Johnson) і Баі Таміа Море (Bai Tamia Moore). У 20 столітті були написані родові історії та уривки з Корану і Євангелія мовою ваї письмом ваї. Зараз письмо використовується (наприклад, торговцями). У 2003 році Біблійне товариство Ліберії випустило Новий Завіт мовою ваї письмом ваї. Також Університет мов Ліберії випустив збірку казок та історій, записану цією писемністю. Письмо ваї стало стимулом для створення інших західноафриканських писемностей: менде (1917 рік; творці — ісламський вчений Мохаммед Турай і його учень Кісімі Камара), кпелле (1930-ті роки; творець — вождь Ґбілі), лома (1930-ті роки; творець — Відо Зобо (Widɔ Zoɓo)), масаба (1930 рік; творець — Войо Коулоубаї). З усіх цих писемностей лише ваї широко використовується; всі інші або були забуті, або знаходяться на межі зникнення.

## Опис і знаки письма
Письмо ваї — складове, передає склади типу ПГ (П — приголосний, Г — голосний) і голосні. Є знаки для носових голосних. Тони на письмі не передаються (ваї — тональна мова).

### Знаки письма
| МФА  | e | i | a | o | u | ɔ | ɛ |
| ---- | - | - | - | - | - | - | - |
| ‑    | ꔀ | ꔤ | ꕉ | ꕱ | ꖕ | ꖺ | ꗡ |
| ‑̃    | ꔁ | ꔥ | ꕊ | ꕲ | ꖖ | ꖻ | ꗢ |
| ŋ‑̃   |   |   | ꕋ |   |   | ꖼ | ꗣ |
| h‑   | ꔂ | ꔦ | ꕌ | ꕳ | ꖗ | ꖽ | ꗤ |
| h‑̃   |   | ꔧ | ꕍ |   | ꖘ | ꖾ | ꗥ |
| w‑   | ꔃ | ꔨ | ꕎ | ꕴ | ꖙ | ꖿ | ꗦ |
| w‑̃   | ꔄ | ꔩ | ꕏ | ꕵ | ꖚ | ꗀ | ꗧ |
| p‑   | ꔅ | ꔪ | ꕐ | ꕶ | ꖛ | ꗁ | ꗨ |
| b‑   | ꔆ | ꔫ | ꕑ | ꕷ | ꖜ | ꗂ | ꗩ |
| ɓ‑   | ꔇ | ꔬ | ꕒ | ꕸ | ꖝ | ꗃ | ꗪ |
| mɓ‑  | ꔈ | ꔭ | ꕓ | ꕹ | ꖞ | ꗄ | ꗫ |
| kp‑  | ꔉ | ꔮ | ꕔ | ꕺ | ꖟ | ꗅ | ꗬ |
| kp‑̃  |   |   | ꕕ |   |   |   | ꗭ |
| mgb‑ | ꔊ | ꔯ | ꕖ | ꕻ | ꖠ | ꗆ | ꗮ |
| gb‑  | ꔋ | ꔰ | ꕗ | ꕼ | ꖡ | ꗇ | ꗯ |
| gb‑̃  |   |   |   |   |   | ꗈ | ꗰ |
| f‑   | ꔌ | ꔱ | ꕘ | ꕽ | ꖢ | ꗉ | ꗱ |
| v‑   | ꔍ | ꔲ | ꕙ | ꕾ | ꖣ | ꗊ | ꗲ |
| t‑   | ꔎ | ꔳ | ꕚ | ꕿ | ꖤ | ꗋ | ꗳ |
| θ‑   | ꔏ | ꔴ | ꕛ | ꖀ | ꖥ | ꗌ | ꗴ |
| d‑   | ꔐ | ꔵ | ꕜ | ꖁ | ꖦ | ꗍ | ꗵ |
| ð‑   | ꔑ | ꔶ | ꕝ | ꖂ | ꖧ | ꗎ | ꗶ |
| l‑   | ꔒ | ꔷ | ꕞ | ꖃ | ꖨ | ꗏ | ꗷ |
| r‑   | ꔓ | ꔸ | ꕟ | ꖄ | ꖩ | ꗐ | ꗸ |
| ɗ‑   | ꔔ | ꔹ | ꕠ | ꖅ | ꖪ | ꗑ | ꗹ |
| nɗ‑  | ꔕ | ꔺ | ꕡ | ꖆ | ꖫ | ꗒ | ꗺ |
| s‑   | ꔖ | ꔻ | ꕢ | ꖇ | ꖬ | ꗓ | ꗻ |
| ʃ‑   | ꔗ | ꔼ | ꕣ | ꖈ | ꖭ | ꗔ | ꗼ |
| z‑   | ꔘ | ꔽ | ꕤ | ꖉ | ꖮ | ꗕ | ꗽ |
| ʒ‑   | ꔙ | ꔾ | ꕥ | ꖊ | ꖯ | ꗖ | ꗾ |
| tʃ‑  | ꔚ | ꔿ | ꕦ | ꖋ | ꖰ | ꗗ | ꗿ |
| dʒ‑  | ꔛ | ꕀ | ꕧ | ꖌ | ꖱ | ꗘ | ꘀ |
| ndʒ‑ | ꔜ | ꕁ | ꕨ | ꖍ | ꖲ | ꗙ | ꘁ |
| j‑   | ꔝ | ꕂ | ꕩ | ꖎ | ꖳ | ꗚ | ꘂ |
| k‑   | ꔞ | ꕃ | ꕪ | ꖏ | ꖴ | ꗛ | ꘃ |
| k‑̃   |   |   | ꕫ |   |   |   |   |
| ŋg‑  | ꔟ | ꕄ | ꕬ | ꖐ | ꖵ | ꗜ | ꘄ |
| ŋg‑̃  |   |   |   |   |   |   | ꘅ |
| g‑   | ꔠ | ꕅ | ꕭ | ꖑ | ꖶ | ꗝ | ꘆ |
| g‑̃   |   |   |   |   |   |   | ꘇ |
| m‑   | ꔡ | ꕆ | ꕮ | ꖒ | ꖷ | ꗞ | ꘈ |
| n‑   | ꔢ | ꕇ | ꕯ | ꖓ | ꖸ | ꗟ | ꘉ |
| ɲ‑   | ꔣ | ꕈ | ꕰ | ꖔ | ꖹ | ꗠ | ꘊ |
|      | e | i | a | o | u | ɔ | ɛ |

Дифтонги в сучасному письмі записуються як поєднання складового знака (або знака для голосного) і знака для голосного. Наприклад, ꖏꕉ [koa]. Проте історично дифтонги могли також записуватись і як поєднання складового знака (або знака для голосного) і складового знака з приголосним [w], містячим другий складник дифтонга. Наприклад, ꖏꕎ [koa].

### Інші знаки
| Знак | Призначення             |
| ---- | ----------------------- |
| ꘋ    | Звук [ŋ] в кінці складу |
| ꘌ    | Знак довготи голосних.  |

В сучасному стандартизованому письмі довгота голосних передається шляхом написання знака ꘌ після складового знака. Наприклад: ꔾꘌ [ʒi:]; ꖕꘌ [u:]. Але найчастіше довгота голосних передається шляхом дописування складових знаків з приголосним [h] після складових знаків, в яких треба подовжити голосний. При цьому голосний у обох складах повинен бути однаковим. Наприклад: ꔾꔦ [ʒi:]; ꖕꖗ [u:].

### Логограми
В найдавніших текстах існували символи, "логограми", передававші склади з довгими голосними або з кінцевим [ŋ]. З них тільки знаки ꘓ і ꘘ зараз використовуються.
| Логограма | Слово                     | Переклад                |
| --------- | ------------------------- | ----------------------- |
| ꘓ         | feŋ (ꔌꘋ)                  | річ                     |
| ꘔ         | keŋ (ꔞꘋ)                  | стопа                   |
| ꘕ         | tiŋ (ꔳꘋ)                  | острів                  |
| ꘖ         | nii (ꕇꔦ); kpɛ kɔwu (ꗬ ꗛꖙ) | корова                  |
| ꘗ         | ɓaŋ (ꕒꘋ)                  | закінчений              |
| ꘘ         | faa (ꕘꕌ)                  | вмирати, вбивати        |
| ꘙ         | taa (ꕚꕌ)                  | іти, нести, подорож     |
| ꘚ         | ɗaŋ (ꕠꘋ)                  | чути, розуміти          |
| ꘛ         | ɗoŋ (ꖅꘋ)                  | входити                 |
| ꘜ         | kuŋ (ꖴꘋ)                  | голова, бути спроможним |
| ꘝ         | tɔŋ (ꗋꘋ)                  | найменуватися           |
| ꘞ         | ɗɔɔ (ꗑꖽ)                  | бути малим              |
| ꘟ         | jɔŋ (ꗘꘋ)                  | раб                     |
| ꔔ         | ɗeŋ (ꔔꘋ)                  | дитина, малий           |
| ꕪ         | kai (ꕪꔤ)                  | людина                  |
| ꗑ         | lɔ (ꗏ)                    | в                       |

### Додаткові знаки з "Книги Ндоле"
У 19 столітті один з двоюрідних братів Момолу Дувалу Букеле, Каалі Бала Ндоле Вано (Kaali Bala Ndolɛ Wano), написав рукопис на 50 сторінок під назвою "Книга Ндоле" або "Книга Рора", взявши собі літературний псевдонім Рора. В цьому рукописі є знаки, які зараз вже не використовуються.
| невживані знаки | ꘐ    | ꘑ    | ꘒ    | ꘪ    | ꘫ    |
| сучасні знаки   | ꕘ    | ꕪ    | ꖇ    | ꕮ    | ꗑ    |
| транскрипція    | [fa] | [ka] | [so] | [ma] | [ɗɔ] |

### Цифри
Письмо ваї використовує європейські цифри. У 1920-их роках були розроблені десяткові цифри ваї; вони відрізнялися від європейських лише формами знаків. Ці цифри не набули поширення і ніде не використовуються.
| 0 | 1 | 2 | 3 | 4 | 5 | 6 | 7 | 8 | 9 |
| - | - | - | - | - | - | - | - | - | - |
| ꘠ | ꘡ | ꘢ | ꘣ | ꘤ | ꘥ | ꘦ | ꘧ | ꘨ | ꘩ |

## Зразки письма

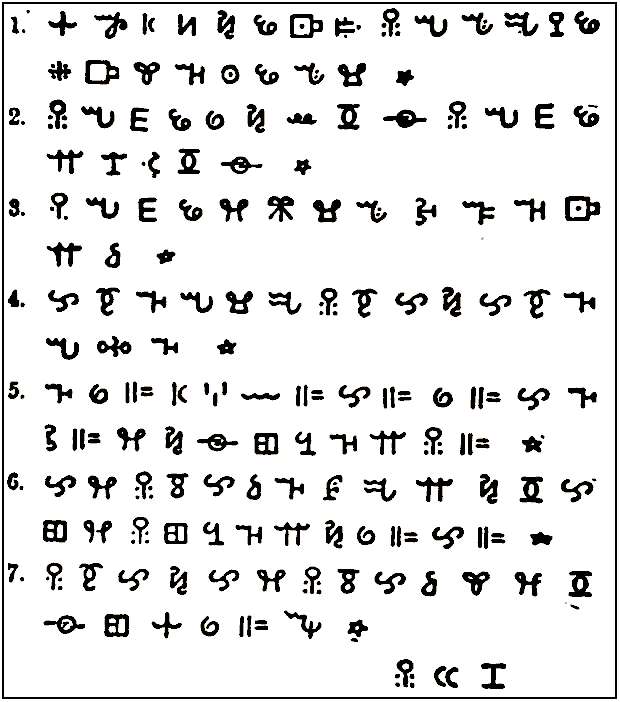
Перша сура Корану, записана письмом ваї
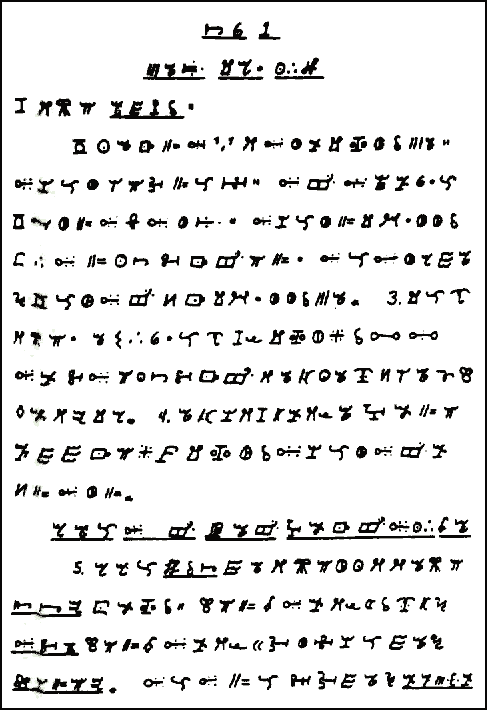
Перша сторінка Євангелія від Луки, записана письмом ваї
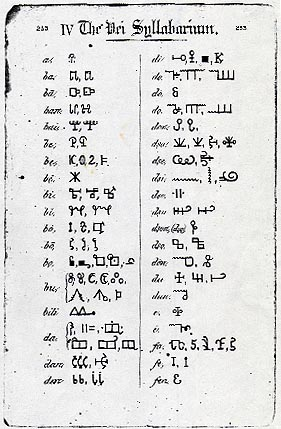
Зразок письма ваї (1911 рік)
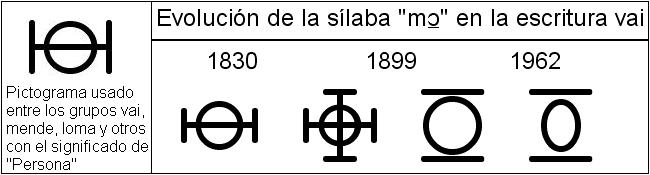
Розвиток складового знака письма ваї із піктограми